# Dignomus fossulatus
Dignomus fossulatus là một loài bọ cánh cứng trong họ Ptinidae. Loài này được P. H. Lucas miêu tả khoa học năm 1849.